# 흔해빠진 세계관 만화
《흔해빠진 세계관 만화》는 2012년 10월 17일 디시인사이드 카툰-연재 갤러리 및 루리웹에서 연재를 시작한 웹툰이다. 2013년 5월 23일 레진코믹스에 편입되어 2014년 4월 23일 연재가 종료되었다.